# Cliveden Set
Als Cliveden Set bezeichnete man eine Gruppe germanophiler britischer Politiker, die unter anderem maßgeblich die Appeasement-Politik Neville Chamberlains gegenüber den faschistischen Staaten unterstützten.

## Allgemein

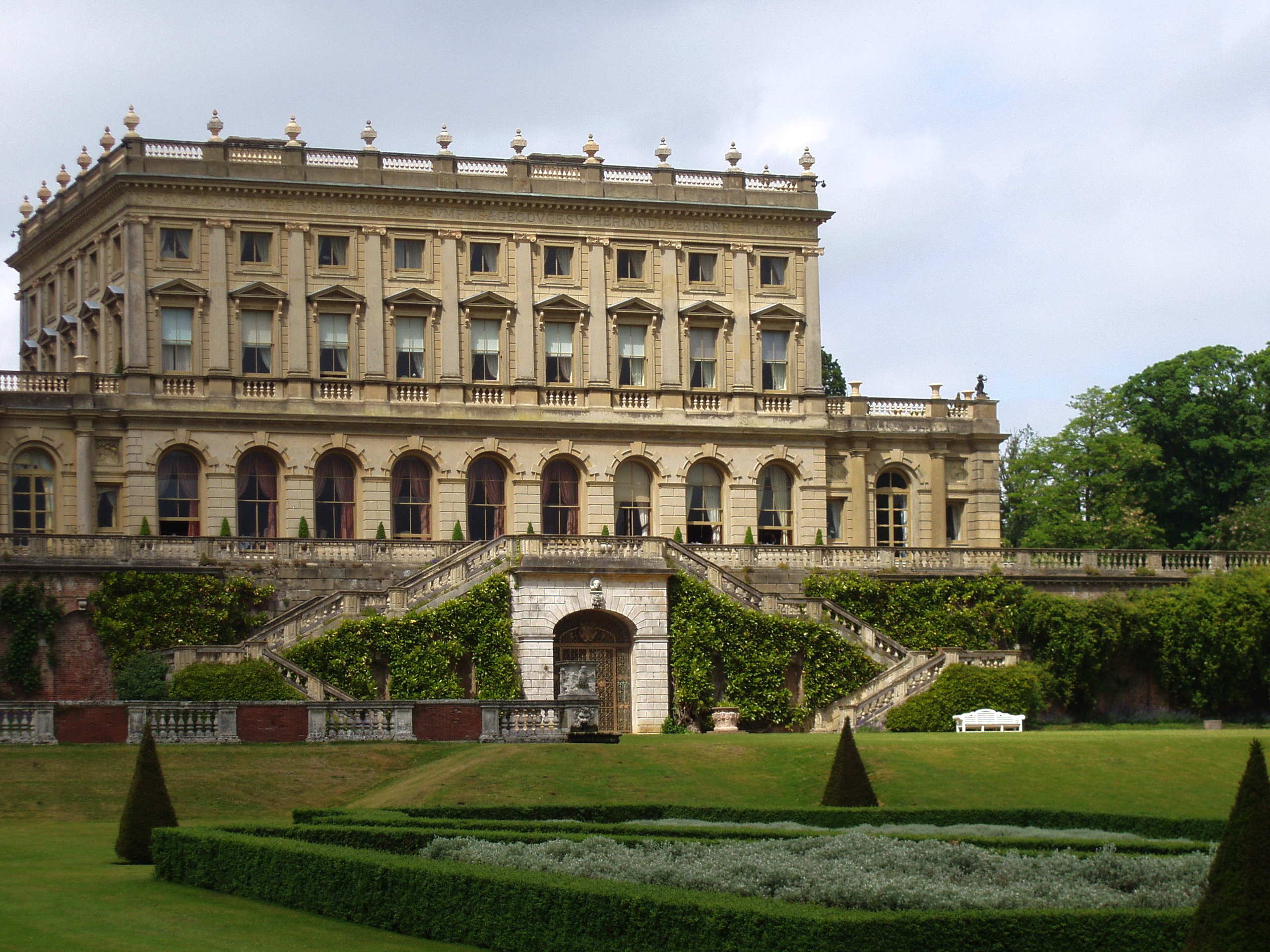
Der Treffpunkt des Cliveden Sets, der Landsitz der Lady Astor

Der Begriff Cliveden Set wurde durch den britischen Journalisten Claud Cockburn in der kommunistischen Zeitung „The Week“ geprägt. Der Name leitet sich von Cliveden ab, einem Herrenhaus bei Taplow westlich von London und Landsitz der Astors, wo sich die Mitglieder häufig trafen.
Die britische Politische Linke argwöhnte der Landsitz sei die Brutstätte profaschistischer und antikommunistischer Verschwörungen und stelle ein zweites, das eigentliche Foreign Office dar. Die Kommunistische Partei gab 1938 ein Pamphlet mit dem Titel: „Sidelights on the Cliveden Set. Hitler's Friends in Britain“ heraus, und auch die gemäßigte Linke sprach von Cliveden als Hitlers Fünfte Kolonne.
Dieser Gruppe gehörten Lord Halifax, Samuel Hoare, John Simon, Kingsley Wood, Philip Kerr, Tom Jones, Ernest Brown, Lady Astor sowie Geoffrey Dawson, der Chefredakteur der Times, an. 
Der amerikanische Botschafter Joseph P. Kennedy stand in enger Beziehung zum Cliveden Set und wurde insbesondere durch Chamberlain politisch beeinflusst.
Enge Kontakte bestanden zur Anglo-German-Fellowship.
In Joachim von Ribbentrops Hauptbericht vom 28. Dezember 1937 wurde der Cliveden Set, dort als „Astorgruppe“ bezeichnet, neben der Times, Lord Londonderry, Lord Lothian und bestimmten Wirtschaftskreisen als „bedingte Freunde Deutschlands“ angesehen, die eine „Verständigung“ in der Kolonialfrage und beim „Raum im Osten“ anstrebten, um den deutschen „Expansionsdrang“ abkühlen zu lassen und einen Krieg zu vermeiden.
Die Times empfahl in der Sudetenkrise der Tschechoslowakei, das Sudetenland abzutreten, die Zerschlagung der Tschechoslowakei verurteile sie jedoch als einen „nackten, schamlosen Akt der Aggression“ und „schiere Landeroberung“.
Nach dem gewonnenen Westfeldzug machte Hitler in der Reichstagsrede vom 19. Juli 1940 ein Friedensangebot an England. Nach einer Analyse des irischen Außenministeriums vom Juli 1940 waren dem Friedensschluss mit Deutschland Chamberlain, Halifax, Simon und Hoare zugeneigt, die aus Kreisen des Hochadels (Londonderry, Astor), der hohen Beamtenschaft, der Wirtschaft und vom Sprachrohr dieser Gruppen, der »Times«, unterstützt wurden.

## Bewertung
Nach Gottfried Niedhart sind über den Einfluss des Cliveden Sets auf die britische Außenpolitik mehr Legenden als genaue Tatsachen bekannt geworden. Tatsächlich sei Cliveden kaum mehr als ein gesellschaftlicher Treffpunkt gewesen und kein „Set“ im Sinne einer zweiter Regierungszentrale. Chamberlain ist zwischen 1930 und 1939 lediglich an fünf Wochenenden in Cliveden gewesen und zu den Gästen gehörte bisweilen sogar der sowjetische Botschafter Iwan Maiski.